# Kartonový taťka
Kartonový taťka, podtitul Černá komedie ze středoevropské kuchyně (maď. Kartontato) je černá komedie s elementy absurdní grotesky maďarského dramatika Istvána Tasnádiho; na půdorysu rodinného dramatu vypovídá o přežívajících mocenských stereotypech. Jeho česká premiéra proběhla 25. ledna 2025 na prknech Divadla v Dlouhé pod režijní taktovkou Michala Vajdičky.

## Synopse
Otec, matka a dospívající dcera se chystají na rodinnou návštěvu; chtějí tím podpořit ovdovělou otcovu sestru, jež však překvapivě přichází se synem a nebožtíkem manželem, kterého ztělesňuje postava v životní velikosti vystřižená z kartonu; od té chvíle všichni přítomní hrají hru na rodinné setkání – kartonový host je pozoruhodný společník. Před hlavní chodem si jde lehnout a prvotní rozpaky roztočí kolotoč otázek: lze sdílet stůl s někým, kdo tvrdošíjně lpí na své iluzi? Jak dlouho má trvat a je vůbec správné ji udržovat? Jak dlouho lze zakrývat realitu? U zákusku už mládež klade provokativní otázky, rozdrolující fasádu…

## Autor
Budapešťský rodák István Tasnádi (* 1970) je dramatik, scenárista a režisér spjatý s divadlem Krétakör (česky „Křídový kruh“), pro které mezi lety 2001 a 2007 pracoval jako dramaturg; jeho progresivistické směřování a nebojácné pojmenování problémů způsobilo, že maďarský režim ono divadlo zrušil.

## Tvůrci
- překlad: Tatiana Notinová
- dramaturgie: Tereza Marečková
- scéna: Pavol Andraško
- kostýmy: Katarína Hollá
- hudba: Michal Novinski, Ľubomír Gašpar
- pohybová spolupráce: Denny Ratajský
- režie: Michal Vajdička

## Obsazení
- Eva: Klára Oltová
- Karel: Jan Sklenář
- Jitka: Magdalena Zimová
- Magda: Štěpánka Fingerhutová / Kristýna Jedličková
- Hugo: Miroslav Zavičár
- ze záznamu Jan Vondráček

## Citáty
| „               | Naše společná středoevropská historie je živoucím důkazem toho, že proti „kartonovým taťkům" nelze nic dělat, čas od času se vracejí. Snad jedinou nadějí je, že všechny historické procesy jsou cyklické a že autoritářské režimy jednou zmizí. Roztrháním Kartonového taťky ve hře připomínám prastarý rituál umírajících a znovuožívajících bohů. Tento proces je naší několikatisíciletou, hlubokou, společnou zkušeností. | “ |
| — autor Tasnádi | |   |

| „                  | Společenské tendence a politická rétorika ve východní Evropě často staví na nostalgii „starých dobrých časů“, ale při tom úplně ignorují realitu a problémy té doby. Často se vytahují i „tradice“ a „národní hodnoty“, které jsou však pouze prázdnými frázemi sloužícími k manipulaci. (…) Kartonový taťka je symbol, který dokonale vystihuje situaci zemí východní Evropy, v nichž se politické ideologie pokoušejí zachovat staré pořádky za cenu stagnace, přičemž ignorují potřebu progresivních řešení současných výzev. | “ |
| — režisér Vajdička | |   |

### Recenze české premiéry
- Radmila Hrdinová, Právo / Novinky.cz  75 %[1]

### Související článek
- Progresivismus